# Casa Autonomă a Construcțiilor
Casa Autonomă a Construcțiilor a fost o instituție de stat, înființată în 1930 și desființată în 1949, care avea ca scop îmbunătățirea calității locuirii la nivel național. În București a realizat două parcelări de locuințe-tip, Independenței (în cartierul Cotroceni) și Vatra Luminoasă, iar în provincie a edificat parcelări în Târnăveni și Ploiești.
Arhitecți: Ioan Dinulescu, Ioan Hanciu, Neculai Aprihăneanu
Directori: Neculai Aprihăneanu (1938-1945), Traian Popescu (1945-1949)